# Fiendens fiende är min vän
Fiendens fiende är min vän är ett internationellt ordspråk som föreslår att två parter som egentligen inte har något gemensamt kan och bör samarbeta mot en gemensam fiende. Uttrycket kan jämföras med medkrigförande – tillståndet när flera stater eller fraktioner för krig mot en gemensam fiende, med eller utan militär allians.
Varianter av uttrycket är kända från flertalet kulturkretsar världen över och verkar ha uppstått oberoende bland dessa sedan förkristen tid. Enligt historikern Dick Harryson kan det betraktas som en uråldrig klassiker i religiösa och filosofiska skrifter. Däremot tycks det ha dröjt till 1800-talet innan det började användas som folkligt ordspråk, först i Storbritannien och sedan i övriga världen.

## Historisk omnämning
Varianter på uttrycket omnämns bland annat i följande historiska verk:
- 300 f.Kr. – sjätte boken av sanskritförfattaren Kautilyas kända verk Arthashastra skriver:

| ”                                           | Den kung som befinner sig nära erövrarens territorium är fienden. Den kung som på samma sätt befinner sig nära fienden, men som avskiljs från erövraren endast genom fienden, är att betrakta som [erövrarens] vän. | „ |
| – Arthashastra, bok 6 (okänd översättning), | |   |

- 500 e.Kr. – Andra Moseboken 23:22, där Gud förmanar Mose efter att ha skänkt honom de tio budorden:

| ”                                              | Men om du lyssnar till honom och gör allt vad jag säger, skall jag vara dina fienders fiende och dina motståndares motståndare. | „ |
| – Andra Moseboken 23:22 (troligen Bibel 2000), | |   |